# Blairstown (Misuri)
Blairstown es una ciudad ubicada en el condado de Henry en el estado estadounidense de Misuri. En el Censo de 2010 tenía una población de 97 habitantes y una densidad poblacional de 150,41 personas por km².

## Geografía
Blairstown se encuentra ubicada en las coordenadas 38°33′29″N 93°57′28″O / 38.55806, -93.95778. Según la Oficina del Censo de los Estados Unidos, Blairstown tiene una superficie total de 0.64 km², de la cual 0.64 km² corresponden a tierra firme y (0%) 0 km² es agua.

## Demografía
Según el censo de 2010, había 97 personas residiendo en Blairstown. La densidad de población era de 150,41 hab./km². De los 97 habitantes, Blairstown estaba compuesto por el 89.69% blancos, el 0% eran afroamericanos, el 0% eran amerindios, el 0% eran asiáticos, el 0% eran isleños del Pacífico, el 0% eran de otras razas y el 10.31% pertenecían a dos o más razas. Del total de la población el 2.06% eran hispanos o latinos de cualquier raza.